# 柳麟錫
柳 麟錫（ユ・インソク、유인석、1842年1月25日 - 1915年1月29日）は、李氏朝鮮時代末期から大韓帝国の儒学者。両班。本貫は高興。字は汝聖、号は毅庵。
江原道春川生まれ。李恒老の門人で、朱子学を唯一の正学とし、1866年の丙寅洋擾や1876年の日朝修好条規締結反対運動において攘夷論を主張する檄文をもって同志を結集させ、衛正斥邪論者として活躍した。 明成皇后(閔妃)が暗殺された1895年の乙未事変に憤慨し、翌年以後、日本に対する武装義兵闘争を指揮した。1914年、中華民国遼寧省の寛甸県へ拠点を移すが、翌年に病没した。詩文集に『毅庵集』がある。